# Listă de filme cu vânătoare de comori
Aceasta este o listă de filme notabile  al căror principal subiect este vânătoarea de comori (Vânătoarea de comori este căutarea fizică a comorii. De exemplu, vânătorii de comori încearcă să găsească epave scufundate și să recupereze artefacte cu valoare de piață. Această industrie este în general alimentată de piața antichităților.)

## 0 - 9
- 9 Souls (Nain Souruzu, 2003)[1][2]

## A

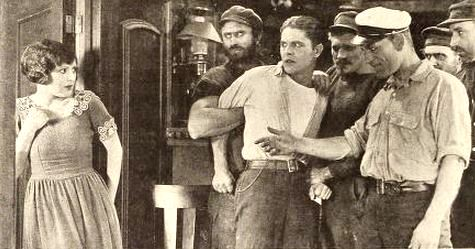
All the Brothers Were Valiant (1923)

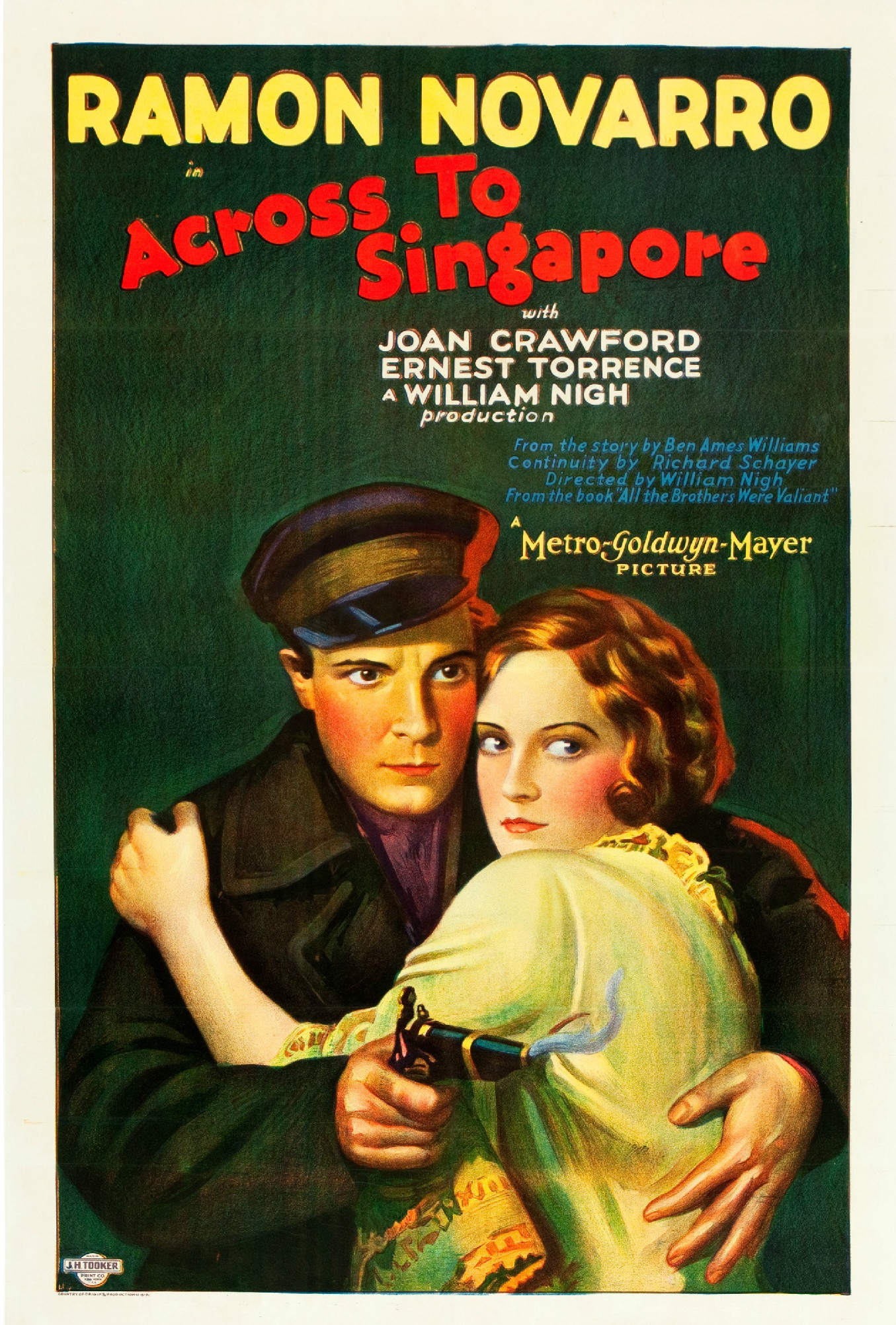
Across to Singapore

- The A.R.K. Report – Secret for the Century (2013)[3]
- Across to Singapore (1928)[4][5]
- The Adventurer: The Curse of the Midas Box (Blestemul regelui Midas, 2013)[6][7]
- The Adventurers (Aventurierii, 1951)[8]
- The Adventurers  (Авантюристы, Aventurierii, 2014)[9][10][11][12]
- The Adventurers  (Aventurierii, 2017)[13][14][15]
- The Adventures of Tintin (Aventurile lui Tintin: Secretul Licornului, 2011)[16]
- Aladdin and the King of Thieves (Aladdin și regele hoților, 1995)[17]
- All the Brothers Were Valiant (1923)[18]
- All the Brothers Were Valiant (1953)[19]
- Allan Quatermain
  - Allan Quatermain and the Lost City of Gold (Allan Quatermain și misterul orașului de aur, 1986)[20][21]
  - Allan Quatermain and the Temple of Skulls (Allan Quatermain și templul craniilor, 2008)[22]
- Anacondas: The Hunt for the Blood Orchid (Anaconda 2 - Goana după Orhideea Blestemată, 2004)[23]
- Animal Treasure Island  (どうぶつ宝島, Dōbutsu Takarajima, 1971)[24]
- The Ark of the Sun God (Sopravvissuti della città morta; 1984)[25]

## B
- Bait (1954)
- Barroz (2022)[26][27][28]
- Between God, the Devil and a Winchester (Anche nel west c'era una volta Dio, 1968)[29]
- Beat the Devil (Mai tare ca diavolul, 1953)
- Below the Sea (1933)
- Black Mor's Island  (L'île de Black Mór, 2004)[30]
- Black Sea (Marea Neagră, 2014)
- Blue (2009)
- Blueberry (Blueberry : L'expérience secrète, Blueberry, Experiența secretă, 2004)
- Boy (2010)
- Boy on a Dolphin (1957)
- Burning Sands (Brennender Sand, 1960)

## C
- Captain Calamity (1936)
- Carbon (2018)
- Carib Gold (1956)
- Ces dames préfèrent le mambo (1957)
- Charade (Șarada, 1963)
- City Beneath the Sea (1953)
- City Slickers II: The Legend of Curly's Gold (O pacoste de comoară, 1994)
- Coast of Skeletons (1965)
- Congo (1995)
- The Count of Monte Cristo (Contele de Monte Cristo, 2002)
- Crosswinds (1951)[31]
- Cutthroat Island (Insula secretelor, 1995)[32]

## D
- Da 5 Bloods (Frăția celor cinci, 2020)
- The Da Vinci Code (Codul lui Da Vinci, 2006)
- The Da Vinci Treasure (Codexul lui Da Vinci, 2006)
- The Dagger of Kamui (Kamui no Ken, 1984)[33]
- The Deep (Adâncurile, 1977)
- Do or Die (1921)
- Doraemon: Nobita's Treasure Island (Doraemon Nobita no Takarajima, 2018)[34]

## E
- Easy Come, Easy Go (Comoara din adâncuri, 1967)[35]
- The Emerald of Artatama  (La muchacha del Nilo, 1969)[36]
- Enemy Gold (Sânge pentru aur, 1993)
- The Evil Below (1989)[37]

## F
- Fear Is the Key (Frica este cheia 1972)
- Federal Agents vs. Underworld, Inc (1949)
- Felix and the Treasure of Morgäa (Félix et le trésor de Morgäa, 2021)
- The Fighting Skipper (1923)
- Firewalker (Paznicul muntelui de aur, 1986)
- Flight to Fury (1964)
- Franco, Ciccio e il pirata Barbanera (1969)
- Fool's Gold (Aurul nebunilor, 2008)
- Forbidden Island (Insula interzisă, 1959)

## G
- Gandu Bherunda
- Ghost Diver
- The Glass Sphinx
- Go West! A Lucky Luke Adventure
- Gold (Goana după aur, 2016)
- Gold Diggers: The Secret of Bear Mountain
- The Good, the Bad and the Ugly
- The Goonies
- The Grave (1996)
- Grave Robbers
- Green Hell
- Guru Sishyan (1988)

## H
- Haunted Island
- Hell's Island
- The Hessen Affair
- The Hobbit: An Unexpected Journey
- The Hobbit: The Desolation of Smaug
- Hollywood.Con
- Hunters of the Golden Cobra
- Hurricane Smith (1952)

## I
- In the Shadow of the Cobra (2004)
- Impasse (Impas, 1969)
- Indiana Jones
  - Indiana Jones și căutătorii arcei pierdute (1981)
  - Indiana Jones și templul morții (1984)
  - Indiana Jones și ultima cruciadă (1989)
  - Indiana Jones și regatul craniului de cristal (2008)
- Insaf Ki Pukar (1987)
- Into the Blue (Adâncul albastru, 2005)
- Into the Blue 2: The Reef (Adâncul albastru 2: Reciful, 2009)
- Isle of Forgotten Sins (1943)

- Isle of Sunken Gold (1927)[38]

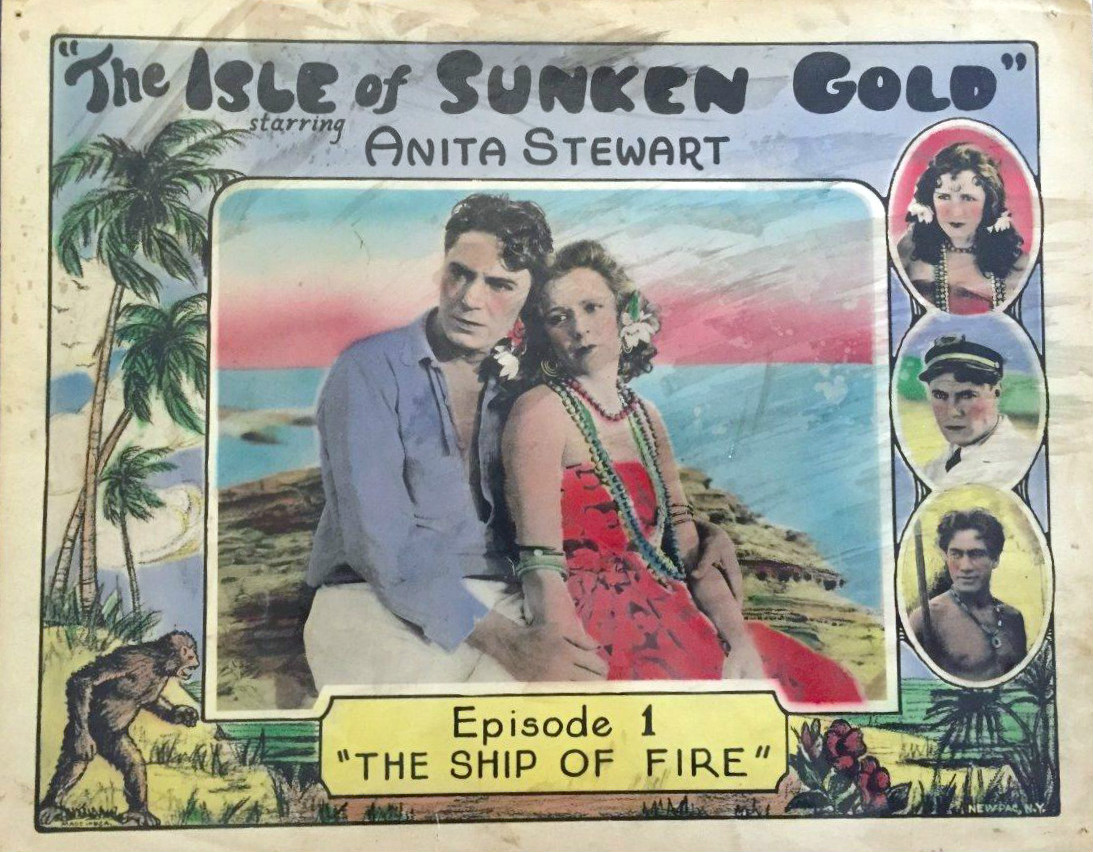
Isle of Sunken Gold (1927)

- It's a Mad, Mad, Mad, Mad World (O lume nebună, nebună, nebună..., 1963)

## J
- The Jack of Diamonds
- Jawker Dhan
- Jay Vejay
- The Jewel of the Nile (Giuvaierul Nilului, 1985)
- Jungle Cruise
- Jungle Raiders (1985)

## K
- Khazana (1987)
- King of California (Regele din California, 2007)
- King Solomon's Mines (Minele regelui Solomon, 1937)
- King Solomon's Mines (Minele regelui Solomon, 1950)
- King Solomon's Mines (Minele regelui Solomon, 1985)
- King Solomon's Mines (Minele regelui Solomon, 2004)
- King Solomon's Treasure (1979)
- Kodama Simham (1990)
- Kolkatay Kohinoor (2019)
- Krampus Unleashed (2016)
- Kumiko, the Treasure Hunter (În căutarea comorii, 2014)[39][40]
- Kung Fu Yoga (功夫瑜伽, 2017)

## L
- Labou (2008)[41]
- Lara Croft
  - Lara Croft: Tomb Raider (2001)
  - Lara Croft: Tomb Raider – The Cradle of Life (Lara Croft Tomb Raider: Leagănul Vieții, 2003)
- The Last Adventure (Les Aventuriers;  Aventurierii, 1967)
- The Legend Hunters (鬼吹灯之天星术, 2022)[42]

- The Librarian (Bibliotecarul) 
  - The Librarian: Quest for the Spear (Bibliotecarul: Comoara din spatele cărților, 2004)
  - The Librarian: Return to King Solomon's Mines (Bibliotecarul 2: Întoarcerea la minele Solomon, 2006)
  - The Librarian: Curse of the Judas Chalice (Bibliotecarul 3: Dracula și Pocalul blestemat, 2008)
- Long John Silver (1954)
- Long Live Your Death (Viva la muerte... tua!, Aurul, revoluția și bandiții, 1971)
- The Lost City (Orașul pierdut, 2022)
- Lost Treasure (În căutarea comorii pierdute, 2003)[43]
- The Lost Treasure of the Knights Templar (Tempelriddernes skat, Comoara cavalerilor templieri, 2006)
- Lupin III: The First (Rupan Sansei Za Fāsuto, 2019)
- Lust for Gold (1949)[44]

## M
- Mackenna's Gold
- The Maltese Falcon (1941)
- Manfish
- Manina, the Girl in the Bikini
- Mara Maru
- The Mask of Sheba
- Midnight Crossing
- Midnight Madness (1980)
- Million Dollar Mystery

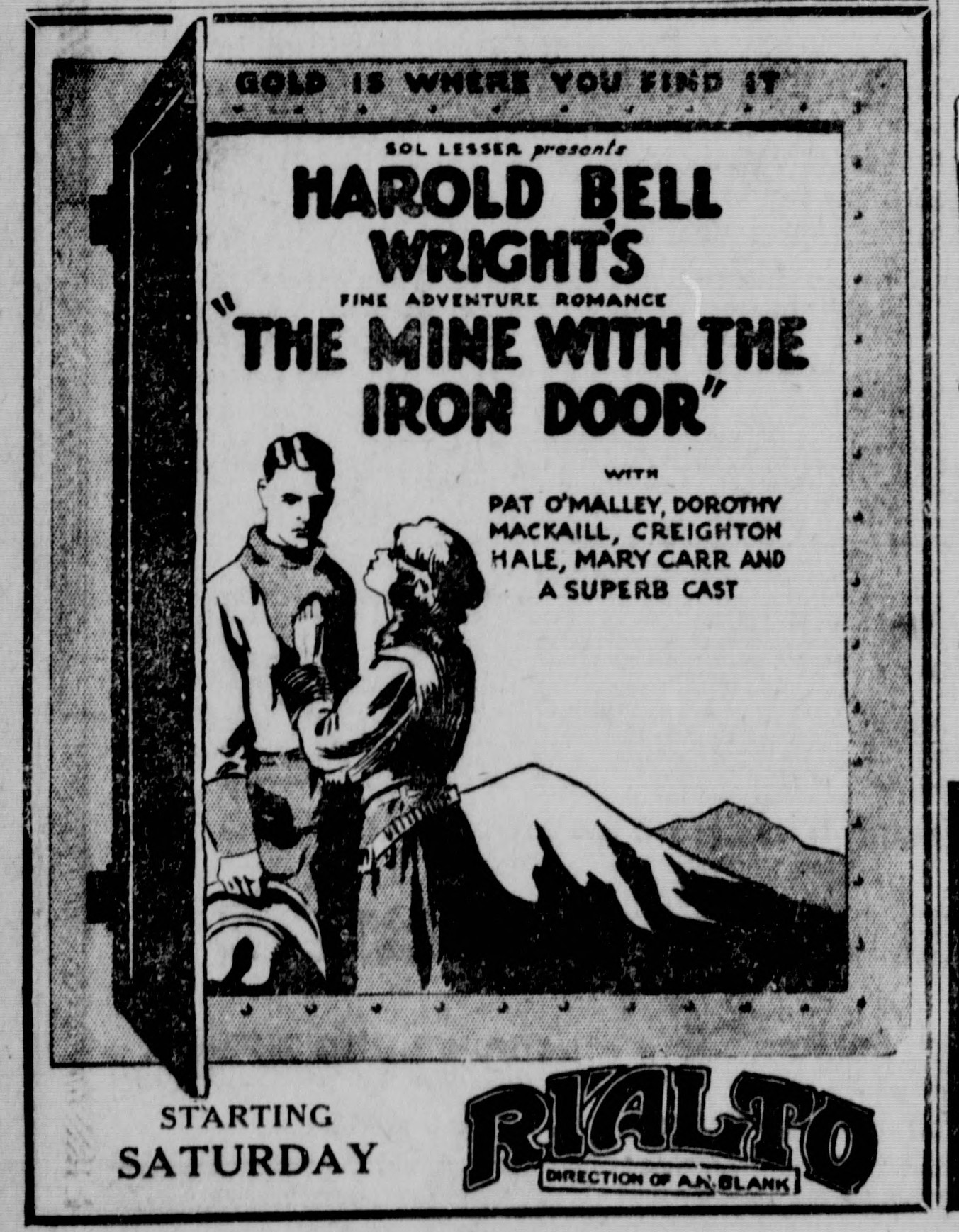
The Mine with the Iron Door (1924

- The Mine with the Iron Door (1924)[45]
- The Mine with the Iron Door (1936)
- The Mummy
- Muppet Treasure Island (1996)[46]
- Mystery Mansion (1983)

## N
- Naksha
- National Treasure (franchise) (Comoara Națională)
  - National Treasure (Comoara Națională)
  - National Treasure: Book of Secrets (Comoara Națională: Cartea Secretelor, 2007)
- No Gold for a Dead Diver
- Northeast of Seoul

## O
- O Brother, Where Art Thou? (Marea hoinăreală, 2000)
- Oasis of the Zombies (L'Abîme des Morts-Vivants; La tumba de los muertos vivientes / The Abyss of the Living Dead, 1982)
- On the Reeperbahn at Half Past Midnight (Auf der Reeperbahn nachts um halb eins, 1954)
- Outlaw Trail: The Treasure of Butch Cassidy (Pe urmele nelegiuitului, 2006)

## P
- Paradise for Sailors
- The Pearls of the Crown
- The Pink Jungle
- Pirate Treasure
- Pirates of the Caribbean: The Curse of the Black Pearl
- Pirates of the Caribbean: Dead Man's Chest
- Pirates of the Caribbean: Dead Men Tell No Tales
- Pirates of the Caribbean: On Stranger Tides
- Pirates of Treasure Island
- The Pirates: The Last Royal Treasure
- Plunder (serial)
- Plunder of the Sun
- The Prisoner of Château d'If
- Pudhaiyal

## Q
- Quick, Let's Get Married

## R
- Race for the Yankee Zephyr
- Raiders of the Lost Ark
- Rat Race
- The Real Macaw
- Return to Treasure Island
- Revelation (2001)
- Riders of the Whistling Skull
- Rio das Mortes
- Road to Utopia
- Romancing the Stone (Idilă pentru o piatră prețioasă, 1984)
- Rommel's Treasure
- Royal Treasure
- The Ruffian

## S
- Sahara (2005)
- Sahasam (2013)
- Saint Petersburg
- Sam Whiskey
- Satan's Sister
- Scalawag
- Scavenger Hunt
- The Sea God
- Secret of the Andes
- Secret of the Sphinx
- The Secret of Treasure Island (1938)[47]
- September Storm
- The Seventh Coin
- The Shadow of Chikara
- The Shark Hunter
- Shark!
- Sharks' Treasure
- Sinbad of the Seven Seas
- Sinbad the Sailor (1947)
- Slither  (1973)
- Smuggler's Island
- Snowbound (1948)
- South of Algiers
- Spellcaster
- A Splendid Hazard
- St Trinian's 2: The Legend of Fritton's Gold
- The Stranger and the Gunfighter
- Street of Darkness
- The Syndicate (1968)

## T
- Takkari Donga
- Tex and the Lord of the Deep
- That Man from Rio
- Three Kings  (1999)
- The Tiger's Trail
- Tom and Jerry: Shiver Me Whiskers
- Tom and Jerry: The Fast and the Furry
- Towers of Silence
- Transformers: Revenge of the Fallen
- Transformers: The Last Knight
- Treasure Buddies
- Treasure Island (1918)
- Treasure Island (1920)
- Treasure Island (1934)
- Treasure Island (1938)
- Treasure Island (1950)
- Treasure Island (1972)
- Treasure Island (1973)
- Treasure Island (1982)
- Treasure Island (1986)
- Treasure Island (1988)
- Treasure Island (1990)
- Treasure Island (1995)
- Treasure Island (1999)
- The Treasure of Bird Island
- The Treasure of Jamaica Reef
- The Treasure of Lost Canyon
- Treasure of Matecumbe
- The Treasure of Monte Cristo
- Treasure of the Four Crowns

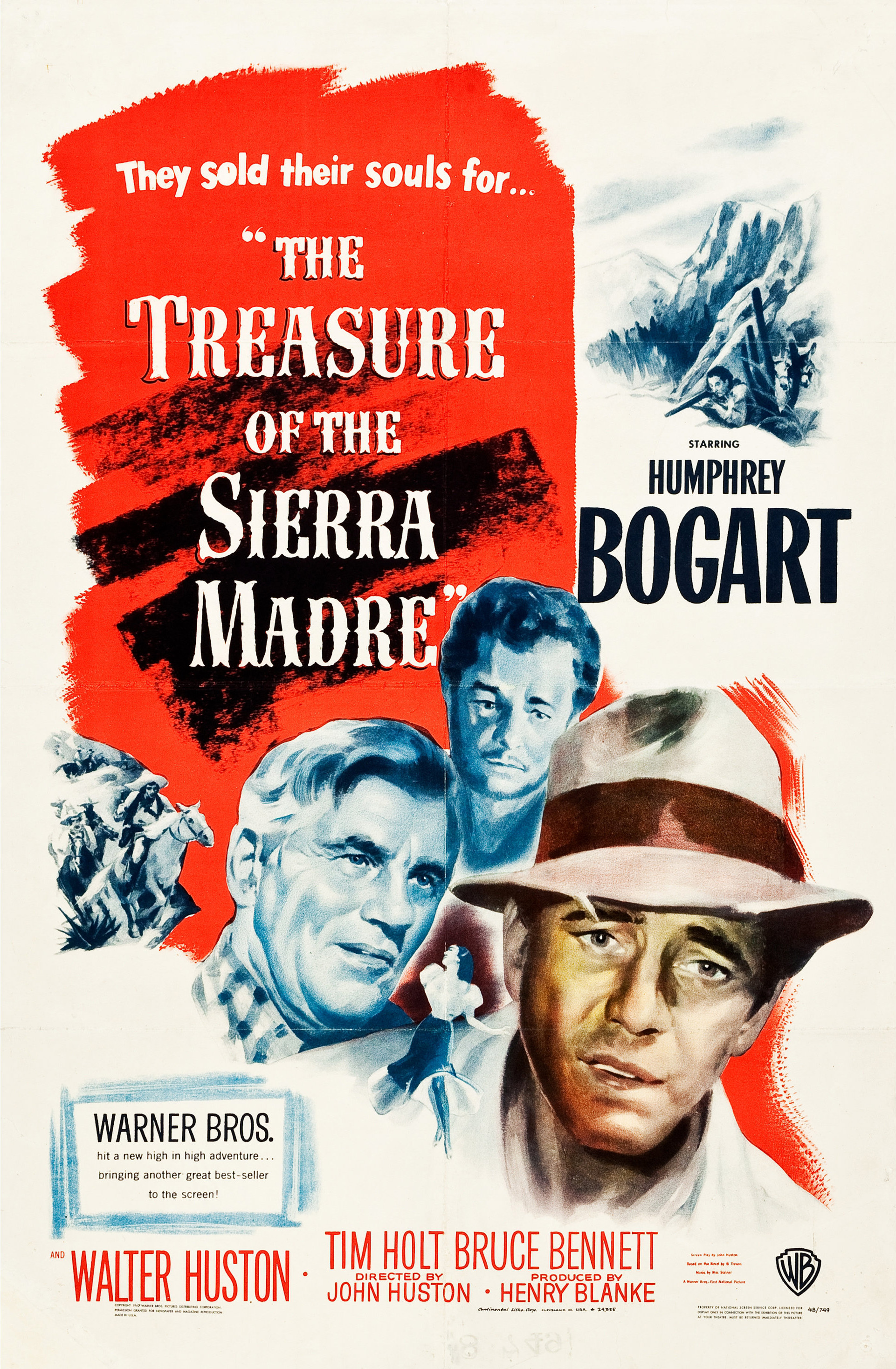
Comoara din Sierra Madre, 1948

- The Treasure of the Sierra Madre (Comoara din Sierra Madre, 1948)
- Treasure Planet (2002)
- The Treasure Planet (Планетата на съкровищата, Planetata na sakrovishtata, 1982)[48]
- Treasure Raiders
- he Treasure Seekers
- Trespass (Comoara care ucide, 1992)
- The Truth About Spring

## U
- Unbelievable Adventures of Italians in Russia
- Uncharted
- Underwater!

## W
- Wake of the Red Witch
- The Walking Hills
- Wanda Nevada
- The Way to the Gold
- Weekend at Bernie's II
- Wet Gold
- White Fire
- White Gold (2003)
- Wings Over Africa
- Without a Paddle
- Wizards of Waverly Place: The Movie

## Y
- The Yellow Mountain

## Z
- Zalzala  (1988)[49][50][51]